# Harbor Island (film)
Pour plus de détails, voir Fiche technique et Distribution.
Harbor Island est un film muet américain réalisé par Lem B. Parker et sorti en 1912.

## Fiche technique
- Titre : Harbor Island
- Réalisation : Lem B. Parker
- Scénario : Walter Nichols
- Producteur :  William Selig
- Société de production : Selig Polyscope Company
- Société de distribution : General Film Company
- Pays d'origine :  États-Unis
- Langue : Anglais
- Format : Noir et blanc — 35 mm — 1,33:1 — Muet
- Genre : Film dramatique
- Durée : 10 minutes
- Dates de sortie : 
  - États-Unis : 23 décembre 1912
  - Royaume-Uni : 16 janvier 1913

## Distribution

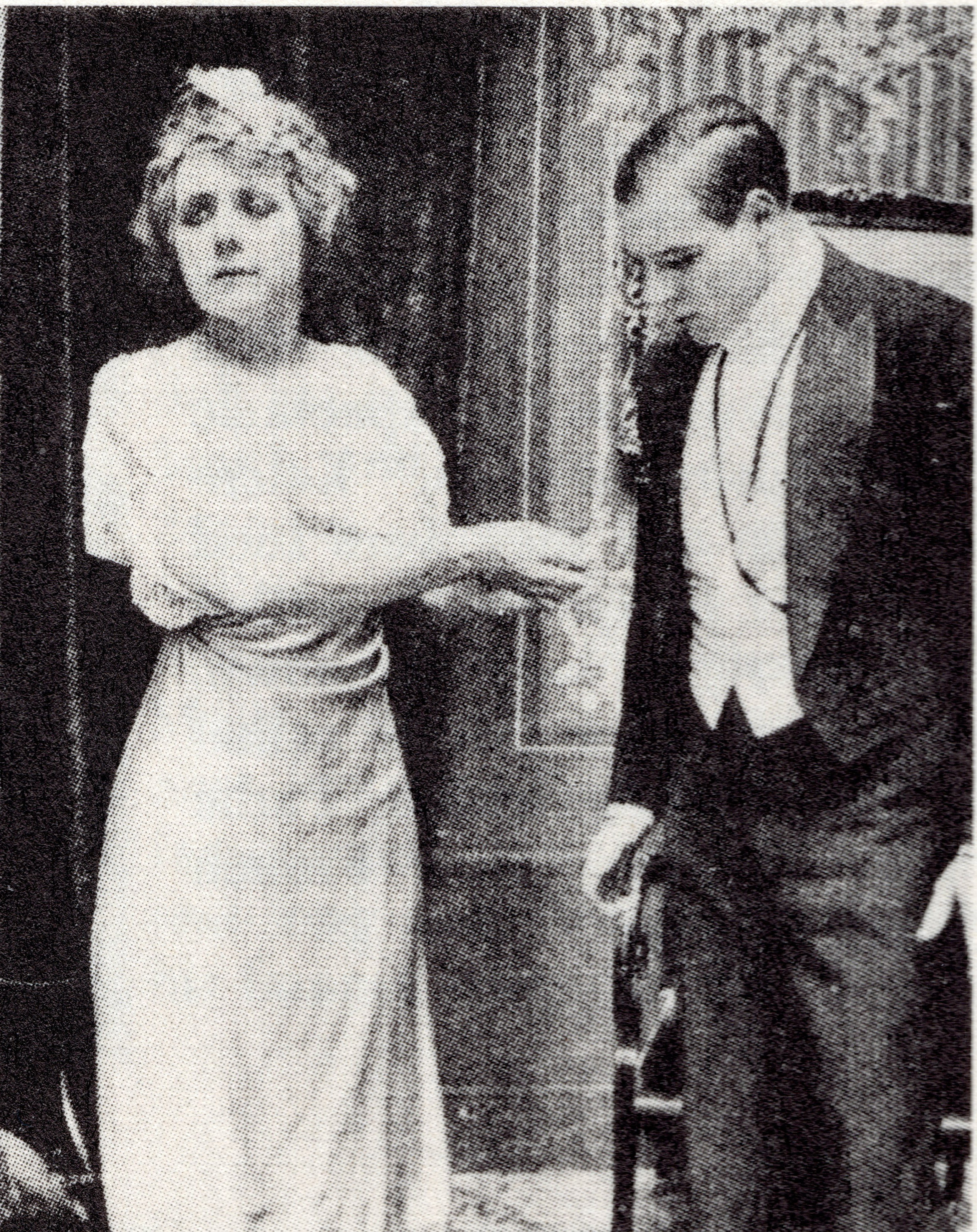
Kathlyn Williams and Harold Lockwood in ‘Harbor Island’ (1912)

- Harold Lockwood : Frank Franklyn, un ingénieur du port
- Kathlyn Williams : Isabel Arieno
- Henry Otto : Général Arieno, propriétaire de Harbor Island
- Frank Richardson : Père Argos
- Lem B. Parker : T. D. Arnold, président de la compagnie du chemin de fer
- Anna Dodge : Concha, la duègne d'Isabel
- Hobart Bosworth : Hardin Cole, l'un des directeurs de la compagnie du chemin de fer
- Frank Clark : Morris Swift, l'un des directeurs de la compagnie du chemin de fer
- Robert Greene : Acton Cash, l'un des directeurs de la compagnie du chemin de fer
- George Hernandez : Winters Banks, l'un des directeurs de la compagnie du chemin de fer